# Élections cantonales de 2001 en Guadeloupe
Les élections cantonales ont eu lieu les 20 et 27 mars 2001.
Lors de ces élections, 21 des 43 cantons de la Guadeloupe ont été renouvelés.
Elles ont vu la reconduction de la majorité composée principalement des partis Parti progressiste démocratique guadeloupéen, Guadeloupe unie, solidaire et responsable et Fédération guadeloupéenne du Parti socialiste ainsi que de quelques Divers droite. Cette coalition est dirigée par Marcellin Lubeth, président du conseil général depuis 1998.

## Résultats à l’échelle du département

### Assemblée sortante
| Parti                                               | Sigle  | Élus |
| --------------------------------------------------- | ------ | ---- |
| Majorité (24 sièges)                                |        |      |
| Guadeloupe unie, solidaire et responsable           | GUSR   | 9    |
| Parti progressiste démocratique guadeloupéen        | PPDG   | 6    |
| Fédération guadeloupéenne du Parti socialiste       | FGPS   | 5    |
| Divers droite                                       | DVD    | 2    |
| Divers gauche                                       | DVG    | 2    |
| Opposition (19 sièges)                              |        |      |
| Objectif Guadeloupe                                 | OG-RPR | 9    |
| Divers droite                                       | DVD    | 6    |
| Parti communiste guadeloupéen                       | PCG    | 2    |
| Union pour la démocratie française                  | UDF    | 1    |
| Union populaire pour la libération de la Guadeloupe | UPLG   | 1    |
| Président du conseil général                        |        |      |
| Marcellin Lubeth (PPDG)                             |        |      |

### Assemblée élue
| Parti                                               | Sigle  | Élus |
| --------------------------------------------------- | ------ | ---- |
| Majorité (22 sièges)                                |        |      |
| Guadeloupe unie, solidaire et responsable           | GUSR   | 12 3 |
| Fédération guadeloupéenne du Parti socialiste       | FGPS   | 5    |
| Parti progressiste démocratique guadeloupéen        | PPDG   | 3 3  |
| Divers droite                                       | DVD    | 2    |
| Divers gauche                                       | DVG    | 0 2  |
| Opposition (21 sièges)                              |        |      |
| Objectif Guadeloupe                                 | OG-RPR | 11 2 |
| Divers droite                                       | DVD    | 7 1  |
| Parti communiste guadeloupéen                       | PCG    | 1 1  |
| Union pour la démocratie française                  | UDF    | 1    |
| Union populaire pour la libération de la Guadeloupe | UPLG   | 1    |
| Président du conseil général                        |        |      |
| Jacques Gillot (GUSR)                               |        |      |

## Résultats par canton

### Canton des Abymes-2
- René-Serge Nabatéen (GUSR), conseiller général depuis 1988 est décédé le 13 septembre 1995. Marie-Françoise Foule (GUSR) a été élue lors de la partielle qui a suivi.

| Candidats | Candidats               | Étiquette | Premier tour | Premier tour |
| Candidats | Candidats               | Étiquette | Voix         | %            |
| --------- | ----------------------- | --------- | ------------ | ------------ |
|           | Paul Naprix             | GUSR      | 1 664        | 55,76        |
|           | Marie-Françoise Foule * | OG-RPR    | 568          | 19,03        |
|           | Alex Bouimba            | DVG       | 564          | 18,90        |
|           | Thierry Salomon         | DVD       | 122          | 4,09         |
|           | Yannis Malahel          | DVG       | 66           | 2,21         |
|           |                         |           |              |              |
| Inscrits  | Inscrits                | Inscrits  | 6 266        | 100,00       |
| Votants   | Votants                 | Votants   | 3 315        | 52,90        |
| Exprimés  | Exprimés                | Exprimés  | 2 984        | 90,02        |

*sortant

### Canton des Abymes-3
- Christian Nestar (DVD) est conseiller général depuis 1994.

| Candidats | Candidats                 | Étiquette | Premier tour | Premier tour | Ballotage | Ballotage |
| Candidats | Candidats                 | Étiquette | Voix         | %            | Voix      | %         |
| --------- | ------------------------- | --------- | ------------ | ------------ | --------- | --------- |
|           | Jacques Monpierre         | GUSR      | 1 347        | 27,73        | 1 878     | 36,95     |
|           | Fabert Michély            | FGPS      | 1 335        | 27,49        | 2 348     | 46,19     |
|           | Georges Balta             | OG-RPR    | 871          | 17,93        | Retrait   | Retrait   |
|           | Francillonne Jacoby-Koaly | DVG       | 754          | 15,52        | 857       | 16,86     |
|           | Christian Nestar *        | DVD       | 350          | 7,21         |           |           |
|           | Gaëtane Guiougou          | DVG       | 200          | 4,12         |           |           |
|           |                           |           |              |              |           |           |
| Inscrits  | Inscrits                  | Inscrits  | 7 530        | 100,00       | 7 530     | 100,00    |
| Votants   | Votants                   | Votants   | 5 283        | 70,16        | 5 411     | 71,86     |
| Exprimés  | Exprimés                  | Exprimés  | 4 857        | 91,94        | 5 083     | 93,94     |

*sortant

### Canton des Abymes-4
- Daniel Marsin (GUSR), conseiller général depuis 1994 a été élu député en 1997 et démissionne de ce mandat. Lurel Chonkel (GUSR) a été élu lors de la partielle qui a suivi.

| Candidats | Candidats             | Étiquette | Premier tour | Premier tour | Ballotage | Ballotage |
| Candidats | Candidats             | Étiquette | Voix         | %            | Voix      | %         |
| --------- | --------------------- | --------- | ------------ | ------------ | --------- | --------- |
|           | Lurel Chonkel *       | GUSR      | 1 740        | 48,01        | 2 288     | 54,58     |
|           | Louis Galantine       | FGPS      | 1 462        | 40,37        | 1 904     | 45,42     |
|           | Gérard Jean-Louis     |           | 243          | 6,71         |           |           |
|           | Germaine Chicot-Manin | DVG       | 178          | 4,91         |           |           |
|           |                       |           |              |              |           |           |
| Inscrits  | Inscrits              | Inscrits  | 7 756        | 100,00       | 7 756     | 100,00    |
| Votants   | Votants               | Votants   | 4 097        | 52,82        | 4 541     | 58,55     |
| Exprimés  | Exprimés              | Exprimés  | 3 624        | 88,45        | 4 192     | 92,31     |

*sortant

### Canton des Abymes-5
- Marcel Vespasien (DVG), conseiller général depuis 1994, ne se représente pas.

| Candidats | Candidats           | Étiquette | Premier tour | Premier tour |
| Candidats | Candidats           | Étiquette | Voix         | %            |
| --------- | ------------------- | --------- | ------------ | ------------ |
|           | Dominique Théophile | GUSR      | 1 667        | 50,53        |
|           | Michel Rinçon       | OG-DVD    | 1 447        | 43,86        |
|           | Raphaël Laurent     | DVG       | 96           | 2,91         |
|           | Ary Verger          | DVG       | 89           | 2,70         |
|           |                     |           |              |              |
| Inscrits  | Inscrits            | Inscrits  | 5 704        | 100,00       |
| Votants   | Votants             | Votants   | 3 759        | 65,90        |
| Exprimés  | Exprimés            | Exprimés  | 3 299        | 87,76        |

*sortant

### Canton de Basse-Terre-1
- Jérôme Cléry (PPDG) est conseiller général depuis 1970.

| Candidats | Candidats       | Étiquette | Premier tour | Premier tour |
| Candidats | Candidats       | Étiquette | Voix         | %            |
| --------- | --------------- | --------- | ------------ | ------------ |
|           | Brigitte Rodes  | OG-DVD    | 1 610        | 53,12        |
|           | Roland Ézelin   | UPLG      | 618          | 20,39        |
|           | Jérôme Cléry *  | PPDG      | 435          | 14,35        |
|           | Daniel Beaubrun | RPR       | 368          | 12,14        |
|           |                 |           |              |              |
| Inscrits  | Inscrits        | Inscrits  | 5 645        | 100,00       |
| Votants   | Votants         | Votants   | 3 351        | 59,36        |
| Exprimés  | Exprimés        | Exprimés  | 3 031        | 90,45        |

*sortant

### Canton de Basse-Terre-2
- Ary Foy (OG-DVD) est conseiller général depuis 1988.

| Candidats | Candidats               | Étiquette | Premier tour | Premier tour |
| Candidats | Candidats               | Étiquette | Voix         | %            |
| --------- | ----------------------- | --------- | ------------ | ------------ |
|           | Ary Foy *               | OG-DVD    | 1 412        | 65,49        |
|           | Robert Valérius         | DVG       | 348          | 16,14        |
|           | Alain de Lacroix        | DVD       | 222          | 10,30        |
|           | Marie-Joseph Christophe | REG       | 143          | 6,63         |
|           | Fred Mender             |           | 31           | 1,44         |
|           |                         |           |              |              |
| Inscrits  | Inscrits                | Inscrits  | 4 072        | 100,00       |
| Votants   | Votants                 | Votants   | 2 437        | 59,85        |
| Exprimés  | Exprimés                | Exprimés  | 2 156        | 88,47        |

*sortant

### Canton de Bouillante
- Jean-Claude Malo (ex UPLG) est conseiller général depuis 1994.

| Candidats | Candidats             | Étiquette | Premier tour | Premier tour | Ballotage | Ballotage |
| Candidats | Candidats             | Étiquette | Voix         | %            | Voix      | %         |
| --------- | --------------------- | --------- | ------------ | ------------ | --------- | --------- |
|           | Philippe Chaulet      | RPR       | 1 865        | 46,35        | 2 279     | 50,66     |
|           | Jean-Claude Malo *    | app UPLG  | 1 345        | 33,42        | 2 220     | 49,34     |
|           | Doris Checkmodine-Dib | DVD       | 606          | 15,06        |           |           |
|           | Michel Brard          | DVG       | 208          | 5,17         |           |           |
|           |                       |           |              |              |           |           |
| Inscrits  | Inscrits              | Inscrits  | 5 209        | 100,00       | 5 209     | 100,00    |
| Votants   | Votants               | Votants   | 3 472        | 66,46        | 3 839     | 73,70     |
| Exprimés  | Exprimés              | Exprimés  | 3 247        | 93,79        | 3 730     | 97,16     |

*sortant

### Canton de Capesterre-de-Marie-Galante
- Benoît Camboulin (OG-DVD) est conseiller général depuis 1988.

| Candidats | Candidats                    | Étiquette | Premier tour | Premier tour | Ballotage | Ballotage |
| Candidats | Candidats                    | Étiquette | Voix         | %            | Voix      | %         |
| --------- | ---------------------------- | --------- | ------------ | ------------ | --------- | --------- |
|           | Benoît Camboulin *           | OG-DVD    | 1 110        | 46,31        | 1 256     | 49,33     |
|           | Marlène Miraculeux-Bourgeois | GUSR      | 1 024        | 42,72        | 1 290     | 50,67     |
|           | Alain Besry                  | DVD       | 232          | 9,68         |           |           |
|           | Antoine Bordin               | FGPS      | 18           | 0,75         |           |           |
|           | François Cimia               | DVD       | 13           | 0,54         |           |           |
|           |                              |           |              |              |           |           |
| Inscrits  | Inscrits                     | Inscrits  | 3 216        | 100,00       | 3 214     | 100,00    |
| Votants   | Votants                      | Votants   | 2 511        | 78,08        | 2 614     | 81,33     |
| Exprimés  | Exprimés                     | Exprimés  | 2 397        | 95,46        | 2 546     | 97,40     |

*sortant

### Canton du Gosier-1
- Jacques Gillot (GUSR) est conseiller général depuis 1994.

| Candidats | Candidats        | Étiquette | Premier tour | Premier tour |
| Candidats | Candidats        | Étiquette | Voix         | %            |
| --------- | ---------------- | --------- | ------------ | ------------ |
|           | Jacques Gillot * | GUSR      | 2 379        | 71,40        |
|           | Marius Borel     | DVD       | 774          | 23,23        |
|           | Victor Mathias   | DVG       | 179          | 5,37         |
|           |                  |           |              |              |
| Inscrits  | Inscrits         | Inscrits  | 6 814        | 100,00       |
| Votants   | Votants          | Votants   | 3 579        | 52,52        |
| Exprimés  | Exprimés         | Exprimés  | 3 332        | 93,10        |

*sortant

### Canton du Gosier-2
- Julien André (FGPS), conseiller général depuis 1994, ne se représente pas.

| Candidats | Candidats           | Étiquette | Premier tour | Premier tour |
| Candidats | Candidats           | Étiquette | Voix         | %            |
| --------- | ------------------- | --------- | ------------ | ------------ |
|           | Roberte Jeanne-Méri | GUSR      | 2 441        | 51,48        |
|           | Christian Thénard   | OG-DVD    | 2 301        | 48,52        |
|           |                     |           |              |              |
| Inscrits  | Inscrits            | Inscrits  | 8 784        | 100,00       |
| Votants   | Votants             | Votants   | 5 179        | 58,96        |
| Exprimés  | Exprimés            | Exprimés  | 4 742        | 91,56        |

*sortant

### Canton de Gourbeyre
- Luc Adémar (OG-DVD), conseiller général depuis 1992 ne se représente pas.

| Candidats | Candidats | Étiquette | Premier tour | Premier tour |
| Candidats | Candidats | Étiquette | Voix         | %            |
| --------- | --------- | --------- | ------------ | ------------ |
|           | Serge Zou | OG-DVD    | 2 092        | 100,00       |
|           |           |           |              |              |
| Inscrits  | Inscrits  | Inscrits  | 4 857        | 100,00       |
| Votants   | Votants   | Votants   | 2 534        | 52,17        |
| Exprimés  | Exprimés  | Exprimés  | 2 092        | 82,56        |

*sortant

### Canton de Grand-Bourg
- Patrice Tirolien (FGPS) élu en 1994 a démissionné en 1996. José Pasbeau (FGPS) a été élu lors de la partielle qui a suivi.

| Candidats | Candidats      | Étiquette | Premier tour | Premier tour |
| Candidats | Candidats      | Étiquette | Voix         | %            |
| --------- | -------------- | --------- | ------------ | ------------ |
|           | José Pasbeau * | FGPS      | 1 555        | 51,22        |
|           | Jean Girard    | PPDG      | 922          | 30,37        |
|           | Claude Deffieu | RPF       | 59           | 18,41        |
|           |                |           |              |              |
| Inscrits  | Inscrits       | Inscrits  | 4 885        | 100,00       |
| Votants   | Votants        | Votants   | 3 178        | 65,06        |
| Exprimés  | Exprimés       | Exprimés  | 3 036        | 95,53        |

*sortant

### Canton de Petit-Canal
- Florent Mitel (PCG) est conseiller général depuis 1987.

| Candidats | Candidats           | Étiquette | Premier tour | Premier tour |
| Candidats | Candidats           | Étiquette | Voix         | %            |
| --------- | ------------------- | --------- | ------------ | ------------ |
|           | Florent Mitel *     | PCG       | 1 989        | 55,16        |
|           | Christian Gobardhan | OG-RPR    | 1 094        | 30,34        |
|           | Harry Diado         | DVD       | 473          | 13,12        |
|           | Daniel Carmasol     | DVG       | 50           | 1,39         |
|           |                     |           |              |              |
| Inscrits  | Inscrits            | Inscrits  | 5 259        | 100,00       |
| Votants   | Votants             | Votants   | 3 829        | 72,81        |
| Exprimés  | Exprimés            | Exprimés  | 3 606        | 94,18        |

*sortant

### Canton des Saintes
- Robert Joyeux (RPR) élu en 1994 a été invalidé en 1995. Prosper Petit (RPR) a été élu lors de la partielle qui suit.

| Candidats | Candidats       | Étiquette | Premier tour | Premier tour |
| Candidats | Candidats       | Étiquette | Voix         | %            |
| --------- | --------------- | --------- | ------------ | ------------ |
|           | Prosper Petit * | OG-RPR    | 1 435        | 58,03        |
|           | Hilaire Brudey  | DVG       | 684          | 27,66        |
|           | Suger Petit     | FGPS      | 354          | 14,31        |
|           |                 |           |              |              |
| Inscrits  | Inscrits        | Inscrits  | 3 182        | 100,00       |
| Votants   | Votants         | Votants   | 2 506        | 78,76        |
| Exprimés  | Exprimés        | Exprimés  | 2 473        | 98,68        |

*sortant

### Canton de Saint-François
- Albert Élatré (PPDG) est conseiller général depuis 1994.

| Candidats | Candidats         | Étiquette | Premier tour | Premier tour | Ballotage | Ballotage |
| Candidats | Candidats         | Étiquette | Voix         | %            | Voix      | %         |
| --------- | ----------------- | --------- | ------------ | ------------ | --------- | --------- |
|           | Laurent Bernier   | OG-RPR    | 2 015        | 44,56        | 2 502     | 52,53     |
|           | Albert Élatré *   | PPDG      | 2 001        | 44,25        | 2 266     | 47,53     |
|           | Jean Quillin      | PLN       | 376          | 8,31         |           |           |
|           | Christian Charles | PCG       | 130          | 2,87         |           |           |
|           |                   |           |              |              |           |           |
| Inscrits  | Inscrits          | Inscrits  | 7 298        | 100,00       | 7 298     | 100,00    |
| Votants   | Votants           | Votants   | 4 855        | 66,53        | 4 939     | 67,68     |
| Exprimés  | Exprimés          | Exprimés  | 4 522        | 93,14        | 4 768     | 96,54     |

*sortant

### Canton de Saint-Louis
- François Paméole (GUSR) est conseiller général depuis 1982.

| Candidats | Candidats          | Étiquette | Premier tour | Premier tour |
| Candidats | Candidats          | Étiquette | Voix         | %            |
| --------- | ------------------ | --------- | ------------ | ------------ |
|           | Jacques Cornano    | OG-DVD    | 1 031        | 52,76        |
|           | François Paméole * | GUSR      | 767          | 39,25        |
|           | Max Urié           | PCG       | 156          | 7,98         |
|           |                    |           |              |              |
| Inscrits  | Inscrits           | Inscrits  | 3 079        | 100,00       |
| Votants   | Votants            | Votants   | 2 051        | 66,61        |
| Exprimés  | Exprimés           | Exprimés  | 1 954        | 95,27        |

*sortant

### Canton de Sainte-Anne-1
- Marcellin Lubeth (PPDG) est conseiller général depuis 1976.

| Candidats | Candidats          | Étiquette | Premier tour | Premier tour |
| Candidats | Candidats          | Étiquette | Voix         | %            |
| --------- | ------------------ | --------- | ------------ | ------------ |
|           | Marlène Captant    | RPR       | 2 276        | 52,84        |
|           | Marcellin Lubeth * | PPDG      | 2 031        | 47,16        |
|           |                    |           |              |              |
| Inscrits  | Inscrits           | Inscrits  | 8 601        | 100,00       |
| Votants   | Votants            | Votants   | 4 836        | 56,23        |
| Exprimés  | Exprimés           | Exprimés  | 4 307        | 89,06        |

*sortant

### Canton de Sainte-Anne-2
- Blaise Aldo (RPR) est conseiller général depuis 1988.

| Candidats | Candidats           | Étiquette | Premier tour | Premier tour | Ballotage | Ballotage |
| Candidats | Candidats           | Étiquette | Voix         | %            | Voix      | %         |
| --------- | ------------------- | --------- | ------------ | ------------ | --------- | --------- |
|           | Guy Cadoce          | PCG       | 1 167        | 43,19        | 1 500     | 49,21     |
|           | Blaise Aldo *       | RPR       | 1 116        | 41,30        | 1 548     | 50,79     |
|           | Toussaint Timbalier | DVD       | 246          | 9,10         |           |           |
|           | Lilian Matou        | app Verts | 173          | 6,40         |           |           |
|           |                     |           |              |              |           |           |
| Inscrits  | Inscrits            | Inscrits  | 4 960        | 100,00       | 4 960     | 100,00    |
| Votants   | Votants             | Votants   | 3 052        | 61,53        | 3 401     | 68,57     |
| Exprimés  | Exprimés            | Exprimés  | 2 702        | 88,53        | 3 048     | 89,62     |

*sortant

### Canton de Sainte-Rose-1
- Daniel Jean (GUSR) est conseiller général depuis 1987.

| Candidats | Candidats        | Étiquette | Premier tour | Premier tour |
| Candidats | Candidats        | Étiquette | Voix         | %            |
| --------- | ---------------- | --------- | ------------ | ------------ |
|           | Clodomir Bazajet | OG-RPR    | 3 839        | 61,60        |
|           | Daniel Jean *    | GUSR      | 1 034        | 16,59        |
|           | Henri Yacou      | UPLG      | 835          | 13,40        |
|           | Pierre Balagne   | REG       | 228          | 3,66         |
|           | Alain Lascary    | DVG       | 125          | 2,01         |
|           | Tex Élise        | FGPS      | 123          | 1,97         |
|           | Frantz Grava     | REG       | 48           | 0,77         |
|           |                  |           |              |              |
| Inscrits  | Inscrits         | Inscrits  | 9 253        | 100,00       |
| Votants   | Votants          | Votants   | 6 591        | 71,23        |
| Exprimés  | Exprimés         | Exprimés  | 6 232        | 94,55        |

*sortant

### Canton de Sainte-Rose-2
- Félix Flémin[1] (PCG) est conseiller général depuis 1988.

| Candidats | Candidats            | Étiquette | Premier tour | Premier tour | Ballotage | Ballotage |
| Candidats | Candidats            | Étiquette | Voix         | %            | Voix      | %         |
| --------- | -------------------- | --------- | ------------ | ------------ | --------- | --------- |
|           | Jeanny Marc          | DVD       | 1 764        | 49,49        | 2 608     | 80,72     |
|           | Lyscelle Moutoussamy | OG-DVD    | 513          | 14,39        | 623       | 19,28     |
|           | Félix Flémin *       | PCG       | 500          | 14,03        |           |           |
|           | Lucien Nestor        | GUSR      | 348          | 9,76         |           |           |
|           | Lunière Bernier      | RPR       | 257          | 7,21         |           |           |
|           | Line Blévinal        |           | 182          | 5,11         |           |           |
|           |                      |           |              |              |           |           |
| Inscrits  | Inscrits             | Inscrits  | 5 238        | 100,00       | 5 239     | 100,00    |
| Votants   | Votants              | Votants   | 3 776        | 72,09        | 3 335     | 63,66     |
| Exprimés  | Exprimés             | Exprimés  | 3 564        | 94,39        | 3 231     | 96,88     |

*sortant

### Canton de Vieux-Habitants
- Victorin Lurel (FGPS) est conseiller général depuis 1994.

| Candidats | Candidats        | Étiquette | Premier tour | Premier tour | Ballotage | Ballotage |
| Candidats | Candidats        | Étiquette | Voix         | %            | Voix      | %         |
| --------- | ---------------- | --------- | ------------ | ------------ | --------- | --------- |
|           | Aramis Arbau     | RPF (*)   | 3 351        | 45,01        | 3 905     | 48,45     |
|           | Victorin Lurel * | FGPS      | 3 106        | 41,97        | 4 155     | 51,55     |
|           | Charles Nicolas  | MDC       | 816          | 11,03        |           |           |
|           | Josette Morvan   | app Verts | 148          | 2,00         |           |           |
|           |                  |           |              |              |           |           |
| Inscrits  | Inscrits         | Inscrits  | 10 360       | 100,00       | 10 332    | 100,00    |
| Votants   | Votants          | Votants   | 7 798        | 75,27        | 8 372     | 81,03     |
| Exprimés  | Exprimés         | Exprimés  | 7 401        | 94,91        | 8 060     | 96,27     |

*sortant